# Crotalaria subcapitata
Crotalaria subcapitata är en ärtväxtart som beskrevs av De Wild.. Crotalaria subcapitata ingår i släktet sunnhampor, och familjen ärtväxter.

## Underarter
Arten delas in i följande underarter:
- C. s. oreadum
- C. s. subcapitata